# 基因座控制区
基因座控制区（英語：Locus control regions，LCR）的定义是以组织特异性及拷贝数依赖的方式将相关基因的表达增强到生理学水平的异位染色质位点。这一概念源于：发育和细胞世系特异性的基因调控不仅依赖于如启动子、增强子和沉默子等邻近基因的元件，还依赖于多种顺式调控元件及动态染色质改变等长程相互作用。
早在20年之前就已鉴定了LCR。转基因小鼠研究中，将LCR鉴定为β-球蛋白基因表达的正常调控所必须的。现有多种模型解释LCR是如何以远距离的方式发挥转录调控作用：
成环模型：DNA的LCR部分不同程度地绕到需要调控基因表达的区域，以便转录机器（蛋白质）的结合位点在物理水平接近到两者结合的桥梁上并影响特异性基因的转录。